# Ben Hansbrough
Benjamin Lee "Ben" Hansbrough (Poplar Bluff; 23 de diciembre de 1987) es un exjugador de baloncesto estadounidense. Con 1,91 metros de altura, jugaba en la posición de base. Es el hermano pequeño del también jugador de baloncesto Tyler Hansbrough.

## Trayectoria deportiva

### Universidad
Jugó durante dos temporadas con los Bulldogs de la Universidad Estatal de Mississippi, para posteriormente ser transferido a los Fighting Irish de la Universidad de Notre Dame, donde jugó otros dos años, promediando en total 15,1 puntos, 3,9 rebotes y 4,3 asistencias por partido. En su última temporada fue elegido Jugador del Año de la Big East Conference, e incluido en el segundo equipo consensuado All-American.

### Profesional
Tras no ser elegido en el Draft de la NBA de 2011, fichó por el Bayern Múnich de la Bundesliga, con los que únicamente jugó 10 partidos, en los que promedió 5,5 puntos y 2,7 asistencias, antes de ser despedido en el mes de diciembre.
Al mes siguiente fichó por el KK Krka Novo Mesto de la liga eslovena, pero únicamente disputó cuatro partidos, en los que promedió 11,5 puntos y 2,8 asistencias, abandonando inesperadamente el club para regresar a su país.
En septiembre de 2012, firmó con los Indiana Pacers, donde coincidió con su hermano Tyler. Jugó una temporada en la que promedió 2,0 puntos por partido.
En agosto de 2013, firmó con el CB Gran Canaria de la liga ACB por una temporada.
El 26 de septiembre de 2014, firmó con los Chicago Bulls. Sin embargo, fue descartado por los Bulls el 18 de octubre de 2014.
En diciembre de 2014 se comprometió con el Laboral Kutxa de la Liga ACB.

## Estadísticas de su carrera en la NBA

### Temporada regular
| Año     | Equipo  | PJ | PT | MPP | %TC  | %3P  | %TL  | RPP | APP | ROB | TPP | PPP |
| ------- | ------- | -- | -- | --- | ---- | ---- | ---- | --- | --- | --- | --- | --- |
| 2012-13 | Indiana | 28 | 0  | 7.1 | .333 | .261 | .778 | 0.6 | 1.0 | 0.3 | 0.1 | 2.0 |
| Total   | Total   | 28 | 0  | 7.1 | .333 | .261 | .778 | 0.6 | 1.0 | 0.3 | 0.1 | 2.0 |